# Бабич, Анатолий Александрович
Анатолий Александрович Бабич (6 августа 1936, с. Павловка, Васильковский район, Днепропетровская область, УССР — 9 сентября 2015) — советский и украинский учёный в области селекции, семеноводства зернобобовых культур и кормопроизводства, член-корреспондент ВАСХНИЛ (1988), иностранный член РАН (2014).

## Биография
В 1959 г. окончил Днепропетровский государственный университет.
- 1959—1961 участковый, главный агроном колхоза им. Свердлова Васильковского района Днепропетровской области,
- 1961—1964 аспирант,
- 1964—1968 младший, старший научный сотрудник лаборатории кормовых культур,
- 1968—1975 учёный секретарь,
- 1975—1980 заведующий лабораторией кормовых культур ВНИИ кукурузы.
- 1980—2001 директор Института кормов Украинской академии сельскохозяйственных наук (академии аграрных наук).

С 2002 г. — советник дирекции Института кормов Украинской академии аграрных наук, заведующий отделом селекции и семеноводства зернобобовых культур.
Доктор сельскохозяйственных наук (1979), профессор (1980), член-корреспондент ВАСХНИЛ (1988). Академик Украинской академии аграрных наук (1989), иностранный член РАН (2014). Опубликовал более 1000 научных трудов, в том числе 23 монографии. Получил 125 авторских свидетельств и патентов на изобретения.
Основные исследования в области селекции, семеноводства зернобобовых культур, кормопроизводства.
- Внес значительный вклад в изучение биологии и технологии возделывания кормовых культур, производства кормов и белка.
- Автор инновационного подхода к реформированию земледелия, определению оптимального соотношения между пашней, лугами и пастбищами, приостановлению деградации почв, улучшению экологии.
- Под его руководством и при непосредственном участии разработана система кормопроизводства с учётом почвенно-климатических условий. Является соавтором 65 сортов сельскохозяйственных культур, районированных на Украине и в России.

## Научные труды
- «Соя на корм» — М.: Колос, 1974. — 112 с.
- «Хранение и использование влажного зерна кукурузы» / соавт.: М. Ф. Кулик, В. В. Химич. — М.: Агропромиздат, 1988. — 152 с.
- «Світовi земельнi, продовольчi i кормовi ресурси» — Київ: Аграр. наука,1996.- 570 с.
- «Народонаселення i продовольство на рубежi другого i третьего тисячоліть» / соавт. А. А. Побережна. — Київ: Аграр. наука, 2000. — 157 с.
- «Селекція i розміщення виробництва соi в Украінi» : моногр. / соавт. А. А. Бабич-Побережна. — Вінниця, 2008. — 215 с.
- «Модели пастбищных травостоев и оценка их конкурентоспособности в условиях западной Лесостепи Украины» / соавт. Ж. А. Молдован // Кормопроизводство. 2010. № 11. С.34-37.

## Награды и звания
Награжден Почетным отличием Президента Украины № 4 «За заслуги» III степени (1992), орденами «За заслуги» II степени (1997), Трудового Красного Знамени (1986), медалями СССР, Украины и Великобритании.
Лауреат премии Совета Министров СССР (1988), премии «За выдающиеся достижения в аграрной науке» (1997), «Изобретатель СССР» (1985).
Имеет Письмо-благодарность от Папы Римского (2001).